# Peter Wothers

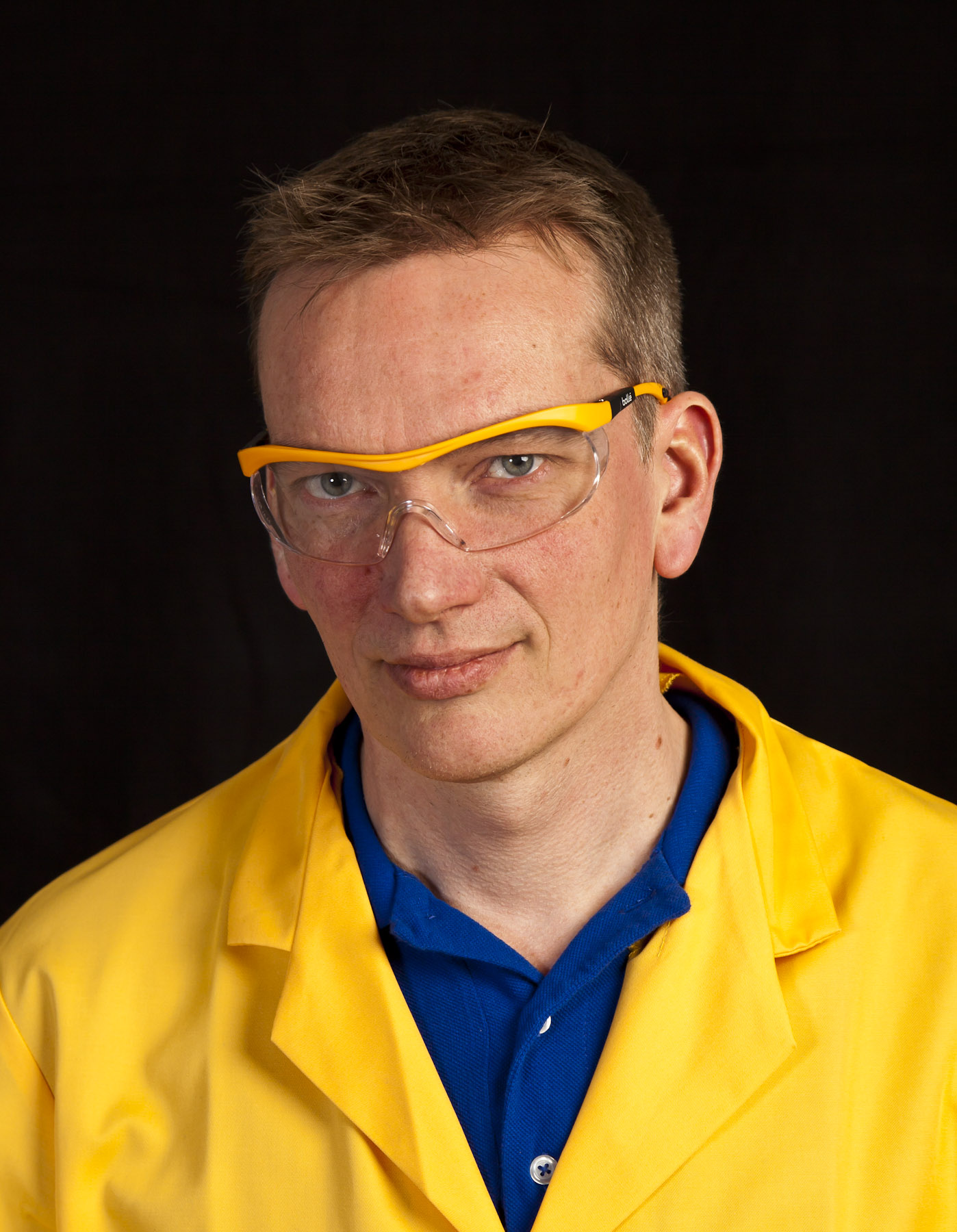
Peter Wothers

Peter David Wothers ist ein britischer Chemiker.
Wothers studierte an der Universität Cambridge, an der er 1996 bei A. J. Kirby promoviert wurde mit einer Dissertation über Stereochemie und Konformationsanalyse in der Organischen Chemie (An examination of the anomeric effect). Er ist Teaching Fellow am St. Catherine’s College in Cambridge. Dort ist er Director of Studies in Chemistry.
Er war Ko-Autor der ersten Auflage des Lehrbuchs der Organischen Chemie von Jonathan Clayden, Nick Greeves, Stuart Warren.
In Großbritannien ist er für Popularisierung der Chemie bekannt. Er war einer der Mitwirkenden der Serie bei Discovery Channel "The Big Experiment" und hielt 2012 die Royal Institution Christmas Lecture (The Modern Alchemist). Er war lange mit der Erstellung von Problemen für die International Chemistry Olympiad befasst und organisierte 2009 die 41. in Cambridge. Unter anderem dafür wurde er MBE (2014) und erhielt 2013 den Nyham Prize for Education der Royal Society of Chemistry. In Cambridge erhielt er 2002 den Pilkington Teaching Prize. Mit Lehrerkollegen organisierte er die Cambridge Chemistry Challenge für Schüler.
Er ist Fellow der Royal Society of Chemistry.

## Schriften
- mit Jonathan Clayden, Nick Greeves, Stuart Warren:  Organic Chemistry, Oxford University Press 2001
- mit James Keeler: Chemical Structure and Reactivity: an integrated approach, Oxford University Press 2008
- mit James Keeler: Why chemical reactions happen, Oxford University Press 2003